# Maarja Kivi
Maarja Kivi (ur. 18 stycznia 1986 w Tallinnie), znana również jako Marya Roxx – estońska wokalistka, saksofonistka i gitarzystka. Ukończyła niemieckie liceum w stolicy Estonii. W 2002 roku wraz z Lenną Kuurmaą, Piret Järvis i Katrin Siską założyła zespół Vanilla Ninja. W 2006 roku rozpoczęła karierę solową. Wyszła za mąż za byłego managera zespołu Renee Meristego. Ich córka Dora-Lisa urodziła się w 2004 roku, a ich syn Angus Martin w 2012.

## Dyskografia
Albumy
- 21!? (EP, 2008, Ram Music)[2]
- Payback time (2009, DR2 Records)[3][4]

Single
- Could You (2006, Bros Music)[5]
- Shine It On (2006, Icezone Music)[6]